# Karim Belkhadra
Karim Belkhadra (Aubervilliers, 4 dicembre 1963) è un attore francese di origine algerina. È amico ed ex compagno di studi del regista Mathieu Kassovitz, per il quale ha interpretato ruoli importanti in tutti i suoi film.
Uno dei ruoli più interessanti è quello del capitano Dahmane, capo della polizia di Guernon, che investiga sui delitti del serial killer del film I fiumi di porpora.

## Filmografia
- L'odio (La Haine), regia di Mathieu Kassovitz (1995)
- L'Annonce faite à Marius, regia di Harmel Sbraire (1997)
- Les corps ouverts, regia di Sébastien Lifshitz (1998)
- I fiumi di porpora (Les rivières pourpres), regia di Mathieu Kassovitz (2000)
- Origine Contrôlée, regia di Ahmed Bouchaala e Zakia Bouchaala (2000)
- Affittasi Camera, regia di Khaled El Hagar (2001)
- Avant l'Oubli, regia di Joseph Rapp (2004)
- Virgil, regia di Mabrouk El Mechri (2005)
- Il était une fois dans l'Oued, regia di Djamel Bensalah (2005)
- Beur Blanc Rouge, regia di Mahmoud Zemmouri (2006)
- JCVD - Nessuna giustizia (JCVD), regia di Mabrouk El Mechri (2008)
- Neuilly sa mère !, regia di Gabriel Julien-Laferrière (2009)
- La legge di Murphy (La Loi de Murphy), regia di Christophe Campos (2009)
- L'Italien, regia di Olivier Baroux (2010)
- Beur sur la ville, regia di Djamel Bensalah (2010)
- Bugiardo seriale (Menteur), regia di Olivier Baroux (2022)

## Doppiatori italiani
- Fabrizio Pucci in L'odio
- Antonio Sanna in I fiumi di porpora
- Massimo Gentile in JCVD - Nessuna giustizia
- Luca Biagini in Bugiardo seriale